# Строїнецька сільська рада (Новоселицький район)
Строїне́цька сільська́ ра́да — адміністративно-територіальна одиниця та орган місцевого самоврядування в Новоселицькому районі Чернівецької області. Адміністративний центр — село Строїнці.

## Загальні відомості
- Населення ради: 1 546 осіб (станом на 2001 рік)

## Населені пункти
Сільській раді підпорядковані населені пункти:
- с. Строїнці

## Склад ради
Рада складається з 20 депутатів та голови.
- Голова ради: Кукуряк Мар'ян Ілліч
- Секретар ради: Нагірна Віра Василівна

### Керівний склад попередніх скликань
| Прізвище, ім'я, по батькові | Основні відомості                                                 | Дата обрання | Дата звільнення |
| --------------------------- | ----------------------------------------------------------------- | ------------ | --------------- |
| Нікітін Георгій Іванович    | Сільський голова, 1955 року народження, безпартійний              | 26.03.2006   | 31.10.2010      |
| Кукуряк Мар'ян Ілліч        | Сільський голова, 1977 року народження, освіта вища, безпартійний | 31.10.2010   |                 |

Примітка: таблиця складена за даними сайту Верховної Ради України

### Депутати
За результатами місцевих виборів 2010 року депутатами ради стали:

#### За суб'єктами висування
| Суб'єкт висування | Кількість обраних депутатів | %   |
| ----------------- | --------------------------- | --- |
| Самовисування     | 20                          | 100 |

#### За округами
| № округу | Прізвище, ім'я, по батькові   | Дата визнання обраним | Освіта             | Партійна приналежність | Відомості про обраного депутата                    |
| -------- | ----------------------------- | --------------------- | ------------------ | ---------------------- | -------------------------------------------------- |
| 1        | Ефтеній Ілля Васильович       | 06.11.2010            | середня спеціальна | позапартійний          | Новоселицький МК, заступник директора              |
| 2        | Ефтенієва Ірина Андріївна     | 06.11.2010            | середня спеціальна | позапартійна           | Строїнецька сільська рада, спеціаліст              |
| 3        | Романюк Руслан Ілліч          | 06.11.2010            | вища               | позапартійний          | Новоселицька ЦРЛ, лікар                            |
| 4        | Кіореско Алжана Іванівна      | 06.11.2010            | вища               | позапартійна           | Новоселицька ЦРЛ, діловод                          |
| 5        | Кочервей Георгій Ілліч        | 06.11.2010            | середня спеціальна | позапартійний          | АПОП «Золотий колос», електрик                     |
| 6        | Калараш Ігор Петрович         | 06.11.2010            | вища               | позапартійний          | Новоселицька ЦРЛ, водій                            |
| 7        | Романюк Володимир Миколайович | 06.11.2010            | середня спеціальна | позапартійний          | Новоселицький РЕМ, майстер                         |
| 8        | Мельник Анатолій Іванович     | 06.11.2010            | середня спеціальна | позапартійний          | ДП «Нафтогазмережа», слюсар                        |
| 9        | Ковальчук Микола Петрович     | 06.11.2010            | середня спеціальна | позапартійний          | ДП «Нафтогазмережа», контролер                     |
| 10       | Нагірна Віра Василівна        | 06.11.2010            | середня спеціальна | позапартійна           | Строїнецька сільська рада, секретар                |
| 11       | Нікітін Олексій Іванович      | 06.11.2010            | середня спеціальна | позапартійний          | приватний підприємець                              |
| 12       | Іриняк Ігор Георгійович       | 06.11.2010            | середня спеціальна | позапартійний          | приватний підприємець                              |
| 13       | Довганюк Ілля Флорович        | 06.11.2010            | середня спеціальна | позапартійний          | Новоселицький РЕМ, токар                           |
| 14       | Савчук Лариса Іванівна        | 06.11.2010            | вища               | позапартійна           | Строїнецький навчально-виховний комплекс, директор |
| 15       | Кочервей Олексій Іванович     | 06.11.2010            | середня спеціальна | позапартійний          | Новоселицький РЕМ, майстер                         |
| 16       | Савчук Ігор Петрович          | 06.11.2010            | вища               | позапартійний          | тимчасово не працює                                |
| 17       | Саука Марин Святославович     | 06.11.2010            | вища               | позапартійний          | тимчасово не працює                                |
| 18       | Лукіян Сергій Андрійович      | 06.11.2010            | вища               | позапартійний          | Новоселицький РВ УМВС, оперуповноважений           |
| 19       | Бурдужук Інга Василівна       | 06.11.2010            | вища               | позапартійна           | Новоселицька РДА, завідувачка сектору              |
| 20       | Єнакій Ігор Володимирович     | 06.11.2010            | вища               | позапартійний          | тимчасово не працює                                |